# Faramea stipulacea
Faramea stipulacea là một loài thực vật có hoa trong họ Thiến thảo. Loài này được (Cham. & Schltdl.) DC. mô tả khoa học đầu tiên năm 1830.